# Leucania chosenicola
Leucania chosenicola är en fjärilsart som beskrevs av Felix Bryk 1948. Leucania chosenicola ingår i släktet Leucania och familjen nattflyn. Inga underarter finns listade i Catalogue of Life.